# 哈斯克爾 (阿肯色州)
哈斯克爾（英語：Haskell）是一個位於美國阿肯色州薩林縣的城市。

## 地理
哈斯克爾的座標為34°30′44″N 92°38′20″W / 34.51222°N 92.63889°W，而該地的平均海拔高度為91米（即299英尺）。

## 人口
根據2020年美國人口普查的數據，哈斯克爾的面積為12.73平方千米，當中陸地面積為12.67平方千米，而水域面積為0.06平方千米。當地共有人口3956人，而人口密度為每平方千米310人。